# Ceratocryptus bituberculatus
Ceratocryptus bituberculatus là một loài tò vò trong họ Ichneumonidae.